# Eburia dejeani
Eburia dejeani là một loài bọ cánh cứng trong họ Cerambycidae.